# 廣瀬寛
廣瀬 寛（ひろせ かん、1961年6月7日 - ）は、元アマチュア野球選手・指導者である。ポジションは捕手。

## 来歴・人物
岐阜県各務原市出身。岐阜高校では2年の時、1978年の選抜高校野球に出場した経験がある。高校卒業後に立教大学へ進み、野口裕美とバッテリーを組む。
大学卒業後は、社会人野球のトヨタ自動車のチームに入団し、捕手として活躍した。引退後はマネージャーに就任。
1992年のバルセロナオリンピック日本代表でマネージャーを務めた。
コーチ、助監督を経て2003年から2005年までにトヨタ自動車の監督を務め、2005年の社会人野球日本選手権でチームをベスト8に導き、金子千尋や吉見一起らを指導した。

監督退任後は副部長を務めた。
日本放送協会で高校野球解説者を務めている。